# Arkadi Alexandrowitsch Plastow

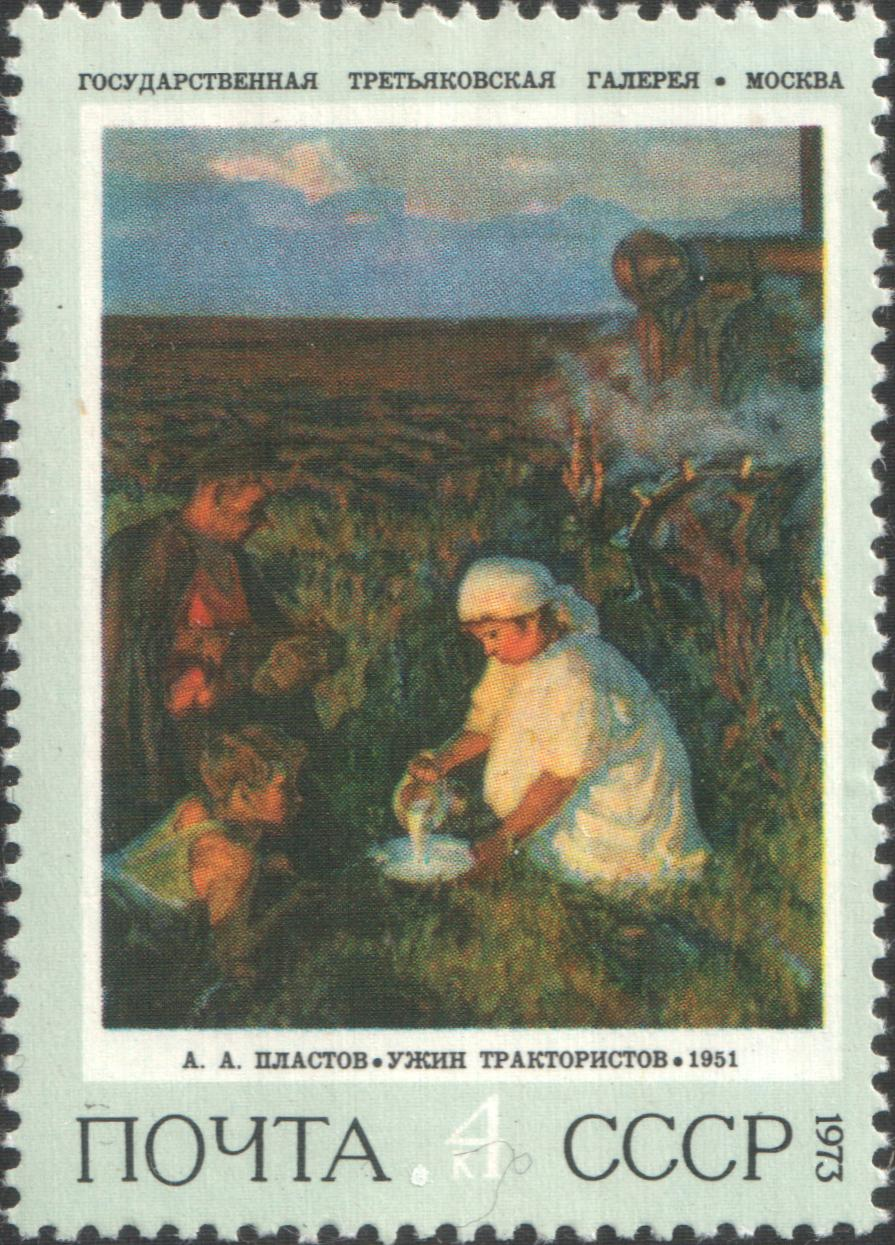
„Abendmahlzeit des Traktoristen“, Gemälde 1951, Tretjakowgalerie. Briefmarke (1973)

Arkadi Alexandrowitsch Plastow (russisch Аркадий Александрович Пластов, wiss. Transliteration Arkadij Aleksandrovič Plastov; * 19.jul. / 31. Januar 1893greg. in Prislonicha, Oblast Uljanowsk; † 12. Mai 1972 ebenda) war ein russisch-sowjetischer Maler des Sozialistischen Realismus.

## Leben
Plastow wurde als Sohn einer Familie von Ikonenmalern im Dorf Prislonicha im russischen Gouvernement Simbirsk geboren. Er besuchte ab 1914 die Abteilung Bildhauerei der Moskauer Schule für Malerei, Bildhauerei und Architektur. 1917 kehrte er in sein Heimatdorf zurück, wo er begann, sich mit der Malerei zu beschäftigen. Ab 1935 tritt er mit seiner Genremalerei in die Öffentlichkeit. Entsprechend der strengen politisch-künstlerischen Doktrin der damaligen Zeit, die einzig den Stil des Sozialistischen Realismus in allen Kunstgattungen zulässt, heroisieren Plastows Bilder das Leben in der Sowjetunion, den allgegenwärtigen Aufbau des Sozialismus. Sein Werk ist gekennzeichnet durch das Wissen um das Leben in den Dörfern der Sowjetunion, die Liebe zur Landbevölkerung, kraftvollen, lebendigen Bildern und handwerklichem Können.
Als Reaktion auf die Ereignisse, die die Bevölkerung der Sowjetunion der damaligen Zeit bewegten, zeigt Plastow in seinen Bildern, wie sich die Landbevölkerung und ihr Leben im Zuge der Kollektivierung wandelt. Als Vorbilder der Protagonisten seiner Werke dienen Plastow Charaktere seines Heimatdorfs. Mit dem Beginn des Zweiten Weltkrieges treten neue Motive in das Werk Plastows ein. Er stellt die Leiden des Sowjetvolkes dar, die Arbeit der Frauen, Alten und Kinder auf den Kolchosfeldern während des Krieges. Nach dem Krieg halten wiederum Motive des sozialistischen Alltagslebens Einzug in Plastows Werk.
Eine Besonderheit im Werk Plastows bildet das Gemälde „Frühling“ (russisch Весна) aus dem Jahre 1954. Es zeigt eine junge nackte Frau und ein Mädchen bei der Körperpflege vor einer Holzhütte – wohl einer Banja (dem russischen Pendant zur finnischen Sauna). Es schneit und im Bildhintergrund sind Schneereste auf den Weiden zu erkennen. „Frühling“ gilt als Wendepunkt in der sowjetischen Kunstgeschichte. Erstmals seit Einführung des Sozialistischen Realismus zeigt ein Kunstwerk im offiziellen Raum der Sowjetunion eine völlig unpolitische Alltagsszene. Weder ist – wie für die bisherige Staatskunst typisch – die Physis der Protagonisten des Werks idealisiert, noch lässt sich eine politische Botschaft, wie etwa in Plastows früheren Werken die Heroisierung der landwirtschaftlichen Zwangskollektivierung, aus dem Abgebildeten herauslesen. Die künstlerische Wende, die das ein Jahr nach Stalins Tod entstandene Bild darstellt, spiegelt die politische Entspannung in der Sowjetunion unter Nikita Chruschtschow wider (das so genannte Tauwetter, russisch Оттепель).
Plastow arbeitete auch als Buchillustrator, u. a. zu Ausgaben von Werken Puschkins, Leo Tolstois und Anton Tschechows aber auch zu Kinderbüchern. Er erhielt die Auszeichnung „Verdienter Kunstschaffender der RSFSR“ (russisch Заслуженный деятель искусств РСФСР) und war seit 1947 Mitglied der Akademie der Künste der UdSSR.